# Corey Burton
Corey Burton (Granada Hills, 3 de agosto de 1955) é um ator de voz americano. Ele é a voz atual do Capitão Gancho, Ludwig Von Drake além de outros personagens da The Walt Disney Company. Também é conhecido por dublar Shockwave em The Transformers, Brainiac no DC Universe Animated, Conde Dooku e Cad Bane na franquia Star Wars, Zeus em Hércules: A Série Animada e na série God of War, e Hugo Strange em Batman: Arkham City.

## Carreira
Burton começou sua carreira aos 17 anos sob o nome artístico de Corey Weinman, com uma performance de imitação de Hans Conried para a Disney. Ele estudou atuação em rádio com Daws Butler por quatro anos e passou a trabalhar com quase todos os atores originais de rádio de Hollywood em dramas de rádio de estilo clássico. No início, ele não tinha certeza sobre seguir carreira de dublador, devido ao seu comportamento tímido e à síndrome de Asperger, mas credita o mundo diverso e o design dos personagens da atração The Haunted Mansion da Disney como sua inspiração para seguir em frente.
Corey fez um extenso trabalho de dublagem para a Disney, incluindo filmes de animação e atrações de parques temáticos no Disneyland Resort, Walt Disney World e Tokyo Disney Resort. Ele forneceu a narração de muitos programas de bastidores dos filmes da Disney em muitas de suas edições em VHS da década de 1990. Ele deu a voz ao Capitão Gancho desde 1977 e dublou a voz de Deems Taylor em Fantasia para os relançamentos do filme em 2000 e 2010.
Burton dublou dubladores e personagens originais em mais de 50 discos do Disney Storyteller. Seus principais papéis incluem:
- Ludwig Von Drake desde 1987
- Dale and Zipper em Chip 'n Dale Rescue Rangers.
- The How-to Narrator em Goof Troop
- The White Rabbit, Mad Hatter, Dale, Captain Hook, e Chernabog in House of Mouse.
- Gruffi Gummi e Toadwart em Adventures of the Gummi Bears.
- Zeus na série de animação Hercules.
- Quint and Speedy the Snail em Timon & Pumbaa.
- Gaetan "Mole" Molière em Atlantis: The Lost Empire e Atlantis: Milo's Return.
- Ansem the Wise em Kingdom Hearts.
- Corujão na série Disney Sing-Along Songs.
- Rei Stefan in Disney Princess Enchanted Tales: Follow Your Dreams.
- Buzz Lightyear in the Disney on Ice adaptation of Toy Story 3.
- Yen Sid e Capitão Gancho nas séries Epic Mickey and Kingdom Hearts.
- Doc Hudson em várias produções de Cars e Radiator Springs Racers (substituindo Paul Newman).
- General Knowledge da antiga atração Cranium Command na Epcot.[2]
- Dale, Bruno Biggs, e Moe Whiplash de Walt Disney World Quest: Magical Racing Tour.

## Filmografia

### Filme
| Ano  | Titulo                                                          | Papel                                                                                                  | Notas                    |
| ---- | --------------------------------------------------------------- | --- | ------------------------ |
| 1980 | Closet Cases of the Nerd Kind                                   | Narrador                                                                                               | Curta                    |
| 1981 | Wolfen                                                          | ESS Voice                                                                                              |                          |
| 1981 | Galaxy Express 999                                              | The Conductor                                                                                          | New World Pictures dub   |
| 1982 | The Sword and the Sorcerer                                      | Vozes adicionais                                                                                       |                          |
| 1982 | The Adventures of Curious George                                | Curious George, The Man in the Yellow Hat, vozes adicionais                                            | Curta                    |
| 1983 | Good-bye, Cruel World                                           | Vozes adicionais                                                                                       |                          |
| 1986 | Critters                                                        | Critters                                                                                               | [ 3 ]                    |
| 1986 | The Transformers: The Movie                                     | Brawn, Shockwave, Spike Witwicky                                                                       | [ 4 ]                    |
| 1986 | Poltergeist II: The Other Side                                  | Reverend Henry Kane                                                                                    | Não creditado            |
| 1986 | Disney Sing-Along Songs: Zip-a-Dee-Doo-Dah                      | Professor Corujão                                                                                      | Direct-to-video          |
| 1987 | Disney Sing-Along Songs: Heigh-Ho                               | Professor Corujão                                                                                      | Direct-to-video          |
| 1987 | G.I. Joe: The Movie                                             | Tomax                                                                                                  | [ 4 ]                    |
| 1987 | Spaceballs                                                      | Dinks                                                                                                  | Não creditado            |
| 1987 | Amazon Women on the Moon                                        | Anchorman ("Murray in Videoland"), TV Announcer ("Amazon Women on the Moon"), Announcer ("Silly Pâté") |                          |
| 1987 | Disney Sing-Along Songs: The Bare Necessities                   | Professor Corujão                                                                                      | Direct-to-video          |
| 1988 | Disney Sing-Along Songs: You Can Fly!                           | v, Ludwig Von Drake                                                                                    | Direct-to-video          |
| 1988 | Poltergeist III                                                 | Reverend Henry Kane                                                                                    | Não creditado            |
| 1989 | Disney Sing-Along Songs: Fun with Music                         | Professor Corujão, Ludwig Von Drake                                                                    | Direct-to-video          |
| 1989 | Goofy About Health                                              | Narrator                                                                                               |                          |
| 1989 | Cranium Commando                                                | General Knowledge, Chicken                                                                             |                          |
| 1990 | Roller Coaster Rabbit                                           | Droopy                                                                                                 | Curta                    |
| 1990 | Disney Sing-Along Songs: Under the Sea                          | Professor Corujão, Ludwig Von Drake                                                                    | Direct-to-video          |
| 1990 | Disney Sing-Along Songs: Disneyland Fun                         | Professor Corujão, White Rabbit, Dale                                                                  | Direct-to-video          |
| 1991 | Disney Sing-Along Songs: Supercalifragilisticexpialidocious     | Professor Corujão, Ludwig Von Drake                                                                    |                          |
| 1992 | Disney Sing-Along Songs: Be Our Guest                           | Professor Corujão                                                                                      | Direct-to-video          |
| 1992 | Aladdin                                                         | Prince Achmed, Necklace Merchant                                                                       |                          |
| 1993 | Trail Mix-Up                                                    | Droopy                                                                                                 | Curta                    |
| 1994 | Mickey's Fun Songs: Campout at Walt Disney World                | Dale                                                                                                   | Direct-to-video          |
| 1994 | Disney Sing-Along Songs: Circle of Life                         | Professor Corujão                                                                                      | Direct-to-video          |
| 1995 | A Goofy Movie                                                   | Wendall                                                                                                |                          |
| 1995 | Disney Sing-Along Songs: Colors of the Wind                     | Professor Corujão, Ludwig Von Drake                                                                    | Direct-to-video          |
| 1995 | Mickey's Fun Songs: Beach Party at Walt Disney World            | Dale, Captain Hook, Mr. Smee                                                                           | Direct-to-video          |
| 1996 | The Hunchback of Notre Dame                                     | Brutish Guard, Additional Voices                                                                       | [ 4 ]                    |
| 1996 | Aladdin and the King of Thieves                                 | Hakim, vozes adicionais                                                                                | Direct-to-video          |
| 1997 | Hercules                                                        | Burnt Man                                                                                              | [ 4 ]                    |
| 1997 | Disney Sing-Along Songs: Zero to Hero                           | Professor Coruja                                                                                       | Direct-to-video          |
| 1998 | Mulan                                                           | Male Ancestor                                                                                          |                          |
| 1998 | The Spirit of Mickey                                            | Ludwig Von Drake                                                                                       |                          |
| 1998 | Disney Sing-Along Songs: Honor to Us All                        | Professor Corujão                                                                                      | Direct-to-video          |
| 1998 | Kiki's Delivery Service                                         | Radio Announcer                                                                                        | Disney English dub       |
| 1999 | Tarzan                                                          | Butch Jones                                                                                            |                          |
| 1999 | Dudley Do-Right                                                 | Anunciante                                                                                             |                          |
| 1999 | Princess Mononoke                                               | Osa | English dub              |
| 1999 | Mickey's Once Upon a Christmas                                  | Dale                                                                                                   | Direct-to-video          |
| 1999 | Toy Story 2                                                     | Woody's Roundup Announcer                                                                              |                          |
| 2001 | The Trumpet of the Swan                                         | Senador                                                                                                | [ 4 ]                    |
| 2001 | Atlantis: The Lost Empire                                       | Gaëtan "Mole" Molière                                                                                  | [ 4 ]                    |
| 2001 | Mickey's Magical Christmas: Snowed in at the House of Mouse     | Ludwig Von Drake, Gus, Grumpy, Captain Hook, Mad Hatter                                                | Direct-to-video          |
| 2002 | Return to Never Land                                            | Captain Hook                                                                                           | [ 4 ]                    |
| 2002 | The Wacky Adventures of Ronald McDonald: Have Time, Will Travel | Bug, Mob Man #1                                                                                        | Direct-to-video          |
| 2002 | Cinderella II: Dreams Come True                                 | Gus, Mert, Stable Hand                                                                                 | Direct-to-video          |
| 2002 | Mickey's House of Villains                                      | Captain Hook, Chernabog                                                                                | Direct-to-video          |
| 2002 | Treasure Planet                                                 | Onus                                                                                                   | [ 4 ]                    |
| 2003 | 101 Dalmatians II: Patch's London Adventure                     | The Thunderbolt Adventure Hour Narrator                                                                | Direct-to-video          |
| 2003 | Castle in the Sky                                               | Additional Voices                                                                                      | Disney dub               |
| 2003 | Atlantis: Milo's Return                                         | Gaëtan "Mole" Molière                                                                                  | Direct-to-video          |
| 2003 | Stitch! The Movie                                               | Hawaiian Man                                                                                           | Direct-to-video          |
| 2004 | The Lion King 1½                                                | Grumpy                                                                                                 | Direct-to-video          |
| 2004 | Mickey's Twice Upon a Christmas                                 | Elf #4                                                                                                 | Direct-to-video          |
| 2004 | Tom and Jerry: Blast Off to Mars                                | Martian Scientist, Court Attendant, Eyes at Gate                                                       | Direct-to-video          |
| 2005 | Porco Rosso                                                     | Captain                                                                                                | Walt Disney Pictures dub |
| 2005 | My Neighbors the Yamadas                                        | Biker #2                                                                                               | English dub              |
| 2005 | Once Upon a Halloween                                           | Cauldron                                                                                               | Direct-to-video          |
| 2006 | Whisper of the Heart                                            | Minami                                                                                                 | English dub              |
| 2007 | Cinderella III: A Twist in Time                                 | Gus | Direct-to-video          |
| 2007 | Planet Terror                                                   | Narrador                                                                                               |                          |
| 2007 | Asterix and the Vikings                                         | Doublehelix                                                                                            | English dub              |
| 2007 | Disney Princess Enchanted Tales: Follow Your Dreams             | King Stefan                                                                                            | Direct-to-video          |
| 2007 | How to Hook Up Your Home Theater                                | Narrator                                                                                               |                          |
| 2008 | Justice League: The New Frontier                                | Abin Sur                                                                                               | Direct-to-video          |
| 2008 | Batman: Gotham Knight                                           | Scarecrow, Yuri Dimitrov                                                                               | Direct-to-video          |
| 2008 | Starship Troopers 3: Marauder                                   | Official Voice                                                                                         | Direct-to-video          |
| 2008 | Star Wars: The Clone Wars                                       | Whorm Loathsom, Ziro the Hutt, Kronos-327                                                              | [ 4 ]                    |
| 2009 | Superman/Batman: Public Enemies                                 | Captain Marvel                                                                                         | Direct-to-video          |
| 2009 | The Princess and the Frog                                       | Harvey Fenner                                                                                          | [ 4 ]                    |
| 2010 | The A-Team                                                      | Narrator                                                                                               |                          |
| 2012 | Hotel Transylvania                                              | Mr. Bigfoot                                                                                            |                          |
| 2012 | Goodnight Mr. Foot                                              | Mr. Bigfoot                                                                                            | Curta                    |
| 2012 | Partysaurus Rex                                                 | Captain Suds                                                                                           | Curta                    |
| 2013 | Zambezia                                                        | Neville                                                                                                | [ 4 ]                    |
| 2013 | Machete Kills                                                   | Trailer Voice Guy                                                                                      |                          |
| 2013 | I Know That Voice                                               | Himself                                                                                                | Documentário             |
| 2014 | JLA Adventures: Trapped in Time                                 | Captain Cold, Time Trapper                                                                             | Direct-to-video          |
| 2014 | Scooby-Doo! WrestleMania Mystery                                | Bayard, Announcer                                                                                      | Direct-to-video          |
| 2014 | Scooby-Doo! Frankencreepy                                       | Baron Basil, Ghost of the Baron                                                                        | Direct-to-video          |
| 2014 | Rocky & Bullwinkle                                              | Snidely Whiplash, Mayor                                                                                | Curta                    |
| 2016 | Quentin Tarantino's Suicide Squad                               | The Voice                                                                                              |                          |
| 2018 | Ralph Breaks the Internet                                       | Grumpy                                                                                                 | [ 4 ]                    |
| 2019 | Once Upon a Time in Hollywood                                   | Bounty Law Promo Announcer                                                                             | [ 4 ]                    |
| 2020 | Phineas and Ferb the Movie: Candace Against the Universe        | Farmer                                                                                                 |                          |
| 2022 | Chip 'n Dale: Rescue Rangers                                    | Dale, Zipper (High-Pitched)                                                                            |                          |
| 2023 | Lego Disney Princess: The Castle Quest                          | Magic Mirror                                                                                           |                          |
| 2024 | Watchmen Chapter 1                                              | Captain Metropolis                                                                                     | Direct-to-video          |

### Televisão
| Ano          | Titulo                                      | Papel | Notas                                                        |
| ------------ | ------------------------------------------- | --- | ------------------------------------------------------------ |
| 1981         | Spider-Man                                  | Lizard |                                                              |
| 1984–1987    | The Transformers                            | Brawn, Shockwave, Sunstreaker, Spike Witwicky, Wideload, Additional Voices |                                                              |
| 1985         | Robotix                                     | Tauron, Goon, Kanawk |                                                              |
| 1985–1986    | G.I. Joe: A Real American Hero              | Tomax, Lt. Clay Moore, Owen Van Mark, Gerky Potemkin |                                                              |
| 1986         | DTV Valentine                               | Gruffi Gummi |                                                              |
| 1986–1991    | Adventures of the Gummi Bears               | Gruffi Gummi, Toadwart, Additional Voices | Replacing Bill Scott                                         |
| 1987–1989    | DuckTales                                   | Ludwig Von Drake, Phil Barker, Additional Voices |                                                              |
| 1989–1990    | Chip 'n Dale Rescue Rangers                 | Dale, Zipper, Mole, Snout, Additional Voices |                                                              |
| 1990         | The Magical World of Disney                 | Ludwig Von Drake | Episode: "A DuckTales Valentine"                             |
| 1991–1992    | James Bond Jr.                              | James Bond Jr. |                                                              |
| 1992         | Goof Troop                                  | How-to Narrator, Circus Ringmaster |                                                              |
| 1992         | Raw Toonage                                 | Ludwig Von Drake, Captain Hook |                                                              |
| 1992         | Darkwing Duck                               | Rubber Chicken | Episode: "Mutantcy on the Bouncy"                            |
| 1993–1994    | Bonkers                                     | Ludwig Von Drake, Mad Hatter, additional voices |                                                              |
| 1993–1994    | Mighty Max                                  | Felix, Osiris |                                                              |
| 1995–1999    | Timon & Pumbaa                              | Quint, Speedy the Snail, Fronk, Creepy Fortune Teller |                                                              |
| 1995–1996    | Phantom 2040                                | 23rd Phantom, Biot #1, Security Biot #2, 20th Phantom, Thin Man | [ 4 ]                                                        |
| 1996         | Quack Pack                                  | Ludwig Von Drake |                                                              |
| 1996         | Dexter's Laboratory                         | The Narrator | Episode: "The Lab of Tomorrow"                               |
| 1996–1998    | Pinky and the Brain                         | Cushing, Technician, Van Spoony, Strawboater, Clown | 5 episodes                                                   |
| 1996–1998    | Superman: The Animated Series               | Brainiac, Binko, Store Owner | 11 episodes                                                  |
| 1997         | Freakazoid!                                 | Ahmon Kor-Unch / Invisibo | Episode: "Tomb of Invisibo"                                  |
| 1997–1998    | The Sylvester & Tweety Mysteries            | Count, Jack, Babbit, Hamilton Meatball, Tosh, Rotha Khan, Engineer #1, Veterinarian #3 | 7 episodes                                                   |
| 1997–1998    | The New Batman Adventures                   | Uniformed Cop, Strongman | 2 episodes                                                   |
| 1997–1998    | Animaniacs                                  | Duke, Director | 2 episodes                                                   |
| 1998         | Oh Yeah! Cartoons                           | Sheisty | Episode: "Tales from the Goose Lady: Jack and the Beanstalk" |
| 1998–1999    | Hercules                                    | Zeus |                                                              |
| 1999–2001    | Batman Beyond                               | Vilmos Egans, Barge Captain, General Norman, Istivan Hegedesh, Kobra Op #1, Captain | 6 episodes                                                   |
| 1999–2001    | Mickey Mouse Works                          | Ludwig Von Drake, J. Audubon Woodlore, Chief O'Hara, How-to Narrator |                                                              |
| 1999         | Boo Boo Runs Wild                           | Ranger Smith, Moose | [ 4 ]                                                        |
| 1999         | A Day in the Life of Ranger Smith           | Ranger Smith | [ 4 ]                                                        |
| 1999         | Johnny Bravo                                | Muy Caliente | Episode: "El Bravo Magnifico"                                |
| 1999         | Mike, Lu & Og                               | Queeks | 5 episodes                                                   |
| 2000         | Poochini's Yard                             | Additional Voices |                                                              |
| 2000         | Buzz Lightyear of Star Command              | Brent Starkisser, Floyd, Tour Guide, Hammerhold, Treevo, General, Soldier #2, Judge #2 | 10 episodes                                                  |
| 2001–2002    | House of Mouse                              | Ludwig Von Drake, J. Audubon Woodlore, Grumpy, Timothy Q. Mouse, Cards, Tweedle Dee, Tweedle Dum, White Rabbit, Mad Hatter, Captain Hook, Maurice, Zeus, Chernabog, Doorknob, Santa Claus, Caterpillar |                                                              |
| 2001–2003    | Justice League                              | Brainiac, Metallo, Toyman, Weather Wizard, Dr. Blizzard, Bald Technician | [ 4 ]                                                        |
| 2002         | Totally Spies!                              | Simon Tucker | Episode: "Malled"                                            |
| 2002–2017    | Samurai Jack                                | Monk #1, Goatman, The Murder of Crows | 2 episodes                                                   |
| 2003–2006    | The Adventures of Jimmy Neutron: Boy Genius | Rayburn, Dr. Dark, Pizza Monster, Head Monk, Spamdini | [ 4 ]                                                        |
| 2003         | Static Shock                                | Brainiac | Episode: "A League of Their Own"                             |
| 2003         | The Powerpuff Girls                         | Burglar | Episode: "Burglar Alarmed"                                   |
| 2003–2005    | Star Wars: Clone Wars                       | Count Dooku, San Hill, Warrior #2 | [ 4 ]                                                        |
| 2004         | ChalkZone                                   | King Mumbo Jumbo, Stick Figure Baker | Episode: "The Big Blow Up"                                   |
| 2004–2006    | Hi Hi Puffy AmiYumi                         | Various voices | [ 4 ]                                                        |
| 2005         | Duck Dodgers                                | Martian Commander Z-9 | Episode: "Of Course You Know, This Means War and Peace"      |
| 2005–2006    | Justice League Unlimited                    | Brainiac | 5 episodes                                                   |
| 2006         | Korgoth of Barbaria                         | Specules, Doorman, Henchman #2 | Television pilot                                             |
| 2006–2014    | The Boondocks                               | Various |                                                              |
| 2006–2016    | Mickey Mouse Clubhouse                      | Ludwig Von Drake, Dale |                                                              |
| 2006–2007    | Squirrel Boy                                | Ranger Stu |                                                              |
| 2007–2009    | Transformers: Animated                      | Ratchet, Megatron, Shockwave, Ironhide, Spike Witwicky, Additional Voices | [ 4 ]                                                        |
| 2007–2008    | Legion of Super Heroes                      | Brainiac | 3 episodes                                                   |
| 2008         | Chowder                                     | Sour Ron, Sour Guard #2 | Episode: "The Puckerberry Overlords"                         |
| 2008–2020    | Star Wars: The Clone Wars                   | Count Dooku, Cad Bane, Ziro the Hutt, others | [ 4 ]                                                        |
| 2008–2010    | The Secret Saturdays                        | V.V. Argost, Leonidas Van Rook | [ 4 ]                                                        |
| 2008–2011    | Batman: The Brave and the Bold              | Red Tornado, Silver Cyclone, Thomas Wayne, Doctor Mid-Nite, Will Magnus, Mercury, General Zahl, Batman (Bat-Manga), Killer Moth, Alan Scott                                                            | [ 4 ]                                                        |
| 2008–2015    | Phineas and Ferb                            | Farmer, Additional Voices |                                                              |
| 2010         | Freaknik: The Musical                       | Newscaster, Dukes of Hazzard Announcer | Television special                                           |
| 2010–2011    | Sym-Bionic Titan                            | Galalunian Commander, Combat Instructor, Academy Administrator |                                                              |
| 2011         | G.I. Joe: Renegades                         | Law, Granger, Crippled Convict | [ 4 ]                                                        |
| 2011–2016    | Jake and the Never Land Pirates             | Captain Hook | [ 4 ]                                                        |
| 2011–2012    | ThunderCats                                 | Jaga, Tygus | [ 4 ]                                                        |
| 2011–2012    | Black Dynamite                              | Dennis Flynn | [ 4 ]                                                        |
| 2011–2012    | Young Justice                               | Brain, Dudley H. Dudley, Hamilton Hill, Wizard, James Gordon | [ 4 ]                                                        |
| 2012         | Green Lantern: The Animated Series          | Cleric Loran, Leph | [ 4 ]                                                        |
| 2012–2014    | Ben 10: Omniverse                           | Malware, Brainstorm, Mr. Baumann, Seebik, V.V. Argost, Kangaroo Kamando, Starbeard, Fiskerton | [ 4 ]                                                        |
| 2012–2015    | Gravity Falls                               | Additional Voices |                                                              |
| 2013–2018    | Avengers Assemble                           | Dracula, Agamotto | [ 4 ]                                                        |
| 2013         | Ultimate Spider-Man                         | Dracula | [ 4 ]                                                        |
| 2013         | Sofia the First                             | Wombeast | Episode: "Great Aunt-Venture"                                |
| 2014–2015    | Wander Over Yonder                          | Captain, Additional Voices | [ 4 ]                                                        |
| 2014–2019    | Mickey Mouse                                | Ludwig Von Drake, Dale |                                                              |
| 2014–2015    | Hulk and the Agents of S.M.A.S.H.           | High Evolutionary, Dracula | [ 4 ]                                                        |
| 2015–2017    | Clarence                                    | Hank |                                                              |
| 2015–2017    | Niko and the Sword of Light                 | Jackal, Secretary Offishhish, Buzz | [ 4 ]                                                        |
| 2015         | Star vs. the Forces of Evil                 | Monster Arm | Episode: "Monster Arm"                                       |
| 2015         | The 7D                                      | Lord Grudgemunger | Episode: "The Rock of Sages"                                 |
| 2015         | Penn Zero: Part-Time Hero                   | Additional Voices |                                                              |
| 2015–2017    | Harvey Beaks                                | Title Card Narrator |                                                              |
| 2015–2016    | Star Wars Rebels                            | Gobi Glie, Quarrie, Eesh Fahm, Argin Relik, Rake Gahree, Additional Voices |                                                              |
| 2016         | Uncle Grandpa                               | Additional Voices | Episode: "Chill Out"                                         |
| 2016–2018    | Future-Worm!                                | Narrator |                                                              |
| 2017         | Lego Star Wars: The Freemaker Adventures    | Quarrie, Awan Zek, Additional Voices |                                                              |
| 2017–2021    | Mickey Mouse Mixed-Up Adventures            | Ludwig Von Drake, Dale |                                                              |
| 2018–2021    | DuckTales                                   | B.U.D.D.Y., Liquidator, Ludwig Von Drake, Corvus Von Drake, Yellow Beak | [ 4 ]                                                        |
| 2020         | Looney Tunes Cartoons                       | Ghost, Monster #2, Announcer | [ 4 ]                                                        |
| 2020–2021    | Animaniacs                                  | Tedward R. Gurrowl, Senator Smith, Announcer |                                                              |
| 2021–2024    | Star Wars: The Bad Batch                    | Cad Bane, Gobi Glie | [ 4 ]                                                        |
| 2021–present | Mickey Mouse Funhouse                       | Ludwig Von Drake, Dale |                                                              |
| 2022         | The Book of Boba Fett                       | Cad Bane | Played on-set by Dorian Kingi                                |
| 2022         | Amphibia                                    | Military General, News Anchor | Episode: "All In"                                            |
| 2022         | Tales of the Jedi                           | Count Dooku | [ 4 ]                                                        |
| 2022         | Hamster and Gretel                          | Farmer | Episode: "A Mammoth Problem"                                 |
| 2023         | Ted Lasso                                   | The True Spirit of Adventure | Episode: "Sunflowers"                                        |
| 2024         | Star Wars: Young Jedi Adventures            | Captain Blackbolt |                                                              |
| 2024         | Delicious in Dungeon                        | Mr. Tansu |                                                              |
| 2024         | Batman: Caped Crusader                      | Jack Ryder, Police Radio | Episode: "The Night of the Hunters"                          |
| 2025         | Mickey Mouse Clubhouse+                     | Ludwig Von Drake, Dale |                                                              |

### Video games
| Ano        | Titulo                                                     | Papel | Notas |
| ---------- | ---------------------------------------------------------- | --- | ----- |
| 1996       | Toonstruck                                                 | The Footman, Bricabrac, Goggles, WACME Quiz Master | [ 4 ] |
| 1996, 1998 | The Walt Disney World Explorer                             | Narrator |       |
| 1999       | Superman 64                                                | Brainiac |       |
| 1999       | Disney's Villains' Revenge                                 | Captain Hook, Mr. Smee, White Rabbit, Ringmaster | [ 4 ] |
| 1999       | Gabriel Knight 3: Blood of the Sacred, Blood of the Damned | Mesmi, Larry Chester, Vampire #2 | [ 4 ] |
| 2000       | Walt Disney World Quest: Magical Racing Tour               | Dale, Moe Whiplash, Bruno Biggs | [ 4 ] |
| 2000       | Mickey's Speedway USA                                      | Professor Ludwig Von Drake |       |
| 2000       | Donald Duck: Goin' Quackers                                | Merlock, Gladstone Gander |       |
| 2001       | Atlantis: The Lost Empire                                  | Gaëtan "Mole" Molière |       |
| 2001       | Aladdin in Nasira's Revenge                                | Apple Vendor, Charmer |       |
| 2001       | Crash Bandicoot: The Wrath of Cortex                       | Doctor N. Gin, Doctor Nefarious Tropy | [ 4 ] |
| 2001       | Star Wars: Galactic Battlegrounds                          | Count Dooku, Jedi Starfighter Pilot, General Tal Ashen |       |
| 2001       | Final Fantasy X                                            | Tromell Guado, Kelk Ronso | [ 4 ] |
| 2002       | Kingdom Hearts                                             | Captain Hook, White Rabbit, The Doorknob, Flotsam, Jetsam |       |
| 2002       | Disney Golf                                                | Ludwig Von Drake |       |
| 2002       | Star Wars: The Clone Wars                                  | Battle Droid Scout, Count Dooku |       |
| 2002       | Star Wars: Bounty Hunter                                   | Count Dooku, Prison Guard #1 | [ 4 ] |
| 2002       | Treasure Planet: Battle at Procyon                         | Cragorian Crew, Cragorian Captain, Optoc Crew, Optoc Commander, Macriki Crew | [ 4 ] |
| 2002       | Superman: Shadow of Apokolips                              | Inter-bot Leader, Guard #2, Prisoner | [ 4 ] |
| 2003       | Metal Arms: Glitch in the System                           | Colonel Alloy |       |
| 2004       | The Nightmare Before Christmas: Oogie's Revenge            | Santa Claus |       |
| 2004       | Final Fantasy X-2                                          | Tromell Guado |       |
| 2004       | EverQuest II                                               | Wizard, Merchant Ihean, Ambassador T'Kirr, Vladiminn |       |
| 2004       | Kingdom Hearts: Chain of Memories                          | Ansem the Wise | [ 4 ] |
| 2005       | Star Wars Episode III: Revenge of the Sith                 | Count Dooku, Rune Haako, Additional Voices | [ 4 ] |
| 2005       | Star Wars: Battlefront II                                  | Count Dooku, Imperial Officers, Ki Adi Mundi | [ 4 ] |
| 2005       | True Crime: New York City                                  | Additional Voices | [ 8 ] |
| 2006       | Kingdom Hearts II                                          | Dale, Yen Sid, Shan Yu, Flotsam, Jetsam, Santa Claus, Peddler, Sark, Master Control Program | [ 4 ] |
| 2006       | The Legend of Spyro: A New Beginning                       | Volteer, Exhumor | [ 4 ] |
| 2007       | God of War II                                              | Zeus | [ 4 ] |
| 2007       | Kingdom Hearts II Final Mix+                               | Yen Sid, Dale, Sark, Master Control Program, Santa Claus, Shan Yu, The Peddler |       |
| 2007       | The Legend of Spyro: The Eternal Night                     | Volteer, Exhumor |       |
| 2007       | Cars Mater-National Championship                           | Doc Hudson |       |
| 2007       | Disney Princess: Enchanted Journey                         | Gus, Grumpy |       |
| 2008       | The Legend of Spyro: Dawn of the Dragon                    | Volteer, Mason | [ 4 ] |
| 2008       | Grand Chase                                                | Dungeon of Monsters |       |
| 2008       | Transformers Animated: The Game                            | Megatron, Ratchet, Shockwave |       |
| 2008       | Kingdom Hearts Re:Chain of Memories                        | DiZ, Captain Hook |       |
| 2009       | Brütal Legend                                              | Narrator |       |
| 2009       | Star Wars: The Clone Wars – Republic Heroes                | Count Dooku, Cad Bane |       |
| 2009       | Cars Race-O-Rama                                           | Doc Hudson |       |
| 2009       | The Secret Saturdays: Beasts of the 5th Sun                | V.V. Argost | [ 4 ] |
| 2010       | God of War III                                             | Zeus | [ 4 ] |
| 2010       | Kingdom Hearts Birth by Sleep                              | Ansem the Wise, Yen Sid, Captain Hook, Dale, Magic Mirror | [ 4 ] |
| 2010       | Batman: The Brave and the Bold – The Videogame             | Red Tornado, Museum Guide, Weather Wizard |       |
| 2010       | Epic Mickey                                                | Yen Sid, Captain Hook |       |
| 2011       | Kingdom Hearts Re:coded                                    | Dale, Yen Sid |       |
| 2011       | DC Universe Online                                         | Brainiac | [ 4 ] |
| 2011       | Lego Star Wars III: The Clone Wars                         | Count Dooku | [ 4 ] |
| 2011       | Nicktoons MLB                                              | Powdered Toast Man |       |
| 2011       | Batman: Arkham City                                        | Hugo Strange |       |
| 2011       | Kinect: Disneyland Adventures                              | Dale, Mad Hatter, Captain Hook, Ghost Host |       |
| 2011       | Batman: Arkham City Lockdown                               | Hugo Strange |       |
| 2011       | Star Wars: The Old Republic                                | Darth Serevin, Jedi Master Jun Seros, Supreme Commander Rans, Bas-Ton, Doctor Meln, Donal Kraay, Lord Varos, Mar-Da, Master Ostar-Gal, Palawa Leader, Slam Streever, Vendor, Vicebaron Heitor, Yuleph Phan |       |
| 2012       | Kingdom Hearts 3D: Dream Drop Distance                     | Ansem the Wise | [ 4 ] |
| 2012       | Kinect Star Wars                                           | Count Dooku, Darth Ror | [ 4 ] |
| 2012       | Epic Mickey 2: The Power of Two                            | Yen Sid |       |
| 2012       | Epic Mickey: Power of Illusion                             | Captain Hook |       |
| 2012       | Ben 10: Omniverse                                          | Malware | [ 4 ] |
| 2013       | Kingdom Hearts HD 1.5 Remix                                | Ansem the Wise |       |
| 2014       | Disney Magical World                                       | Dale, Grumpy, Yen Sid, The Doorknob, Mad Hatter, Captain Hook |       |
| 2014       | Kingdom Hearts HD 2.5 Remix                                | Various |       |
| 2014       | Fantasia: Music Evolved                                    | Yen Sid |       |
| 2015       | Disney Infinity 3.0                                        | Cad Bane |       |
| 2017       | Kingdom Hearts HD 2.8 Final Chapter Prologue               | Ansem the Wise, Yen Sid, Claude Frollo |       |
| 2017       | Kingdom Hearts HD 1.5 + 2.5 Remix                          | DiZ, Ansem the Wise, Yen Sid |       |
| 2017       | Crash Bandicoot N. Sane Trilogy                            | Dr. N. Gin, Dr. N. Tropy, Baby Cortex |       |
| 2017       | Star Wars Battlefront II                                   | Count Dooku |       |
| 2018       | God of War                                                 | Zeus |       |
| 2018       | Lego DC Super-Villains                                     | Hugo Strange, Virman Vundabar, Brainiac, Spectre, Kanto, Toyman |       |
| 2019       | Kingdom Hearts III                                         | Ansem the Wise, Yen Sid, Dale, Zeus |       |
| 2019       | Crash Team Racing Nitro-Fueled                             | Dr. N. Gin, Nitros Oxide, Dr. Nefarious Tropy | [ 4 ] |
| 2020       | Crash Bandicoot 4: It's About Time                         | Dr. N. Gin, Nitros Oxide |       |
| 2020       | Kingdom Hearts: Melody of Memory                           | Ansem the Wise, Yen Sid | [ 4 ] |
| 2021       | Crash Bandicoot: On the Run!                               | Dr. N. Gin, Nitros Oxide |       |
| 2022       | Lego Star Wars: The Skywalker Saga                         | Count Dooku |       |
| 2024       | Suicide Squad: Kill the Justice League                     | Lex Luthor | [ 9 ] |